# Fort Seneca (Ohio)
Fort Seneca es un lugar designado por el censo ubicado en el condado de Seneca en el estado estadounidense de Ohio. En el Censo de 2010 tenía una población de 254 habitantes y una densidad poblacional de 156,91 personas por km².

## Geografía
Fort Seneca se encuentra ubicado en las coordenadas 41°12′16″N 83°10′5″O / 41.20444, -83.16806. Según la Oficina del Censo de los Estados Unidos, Fort Seneca tiene una superficie total de 1.62 km², de la cual 1.62 km² corresponden a tierra firme y (0%) 0 km² es agua.

## Demografía
Según el censo de 2010, había 254 personas residiendo en Fort Seneca. La densidad de población era de 156,91 hab./km². De los 254 habitantes, Fort Seneca estaba compuesto por el 98.43% blancos, el 0% eran afroamericanos, el 0% eran amerindios, el 0% eran asiáticos, el 0% eran isleños del Pacífico, el 0.39% eran de otras razas y el 1.18% pertenecían a dos o más razas. Del total de la población el 1.97% eran hispanos o latinos de cualquier raza.